# Heather Ashton
Heather Ashton (* 11. Juli 1929 in Dehradun als Chrystal Heather Champion; † 15. September 2019 in Newcastle upon Tyne) war eine britische Psychopharmakologin und Ärztin. Sie widmete sich der Erforschung der Benzodiazepin-Abhängigkeit.

## Leben
Chrystal Heather Champion wurde in Dehradun in Britisch-Indien geboren. Sie besuchte zunächst ein Internat in Swanage in England. Nach Ausbruch des Zweiten Weltkriegs wurde sie nach West Chester in Pennsylvania gebracht.
Ashton studierte Medizin am Somerville College und erlangte 1951 den Bachelor in Physiologie. 1954 erhielt sie den Bachelor der Medizin (Chirurgie) und 1956 den Doktor der Medizin. Ihre praktische Ausbildung absolvierte sie am Middlesex Hospital. 1951 wurde sie zum Fellow des Royal College of Physicians gewählt.
Ab 1975 lehrte sie an der Newcastle University, zunächst an der Abteilung für Pharmakologie, später an der Abteilung für Psychiatrie. Von 1982 bis 1994 leitete sie eine Benzodiazepin-Entzugsklinik am Royal Victoria Infirmary in Newcastle. In Ausschüssen der britischen Regierung gab sie ihre Einschätzung zum Tabakrauchen, Cannabis und Benzodiazepinen ab.
Heather Ashton starb am 15. September 2019 in Newcastle upon Tyne im Alter von 90 Jahren.

## Forschung
Ashton beschäftigte sich mit der Wirkung von psychotropen Substanzen und Substanzen wie Nicotin und Cannabis auf das Gehirn.
Sie fand heraus, dass Benzodiazepine zwar zur kurzzeitigen Behandlung genutzt werden können, bei längerer Anwendung jedoch zu körperlicher Abhängigkeit führen können. Sie entdeckte auch, dass sich das Benzodiazepinentzugssyndrom von dem Entzug bei illegalen Drogen unterscheidet. Daraufhin verfasste sie ein Handbuch, in dem erklärt wird, wie man verschriebenes Benzodiazepin absetzt. Das Buch Benzodiazepines: How They Work and How to Withdraw wurde 1999 veröffentlicht und in 11 Sprachen übersetzt. Ihre Forschungstätigkeit führte zu über 200 wissenschaftlichen Artikeln und Beiträgen in Büchern.